# Blandingsøkonomi
Blandingsøkonomi er et økonomisk system, som er et kompromis mellem en helt ureguleret markedsøkonomi og en planøkonomi, idet rammerne for de privatejede virksomheder i det blandingsøkonomiske samfund fastlægges og reguleres af staten.
I en blandingsøkonomi er det som i en markedsøkonomi generelt karakteristisk, at produktionsapparatet overvejende består af privatejede og profitmaksimerende virksomheder. Et blandingsøkonomisk land er således også kapitalistisk funderet, men de statslige indgreb i virksomhedernes drift kan være betydelig. Det er også typisk for en blandingsøkonomi, at staten selv står for produktionen af forskellige ydelser (f.eks. inden for uddannelse, sundhedsvæsen, forsyningsvirksomhed og anden infrastruktur), som i større eller mindre grad er organiseret på markedslignende vilkår.
Langt de fleste lande i verden har i dag principielt en eller anden grad af blandingsøkonomi, idet der stort set overalt finder indgreb i markedskræfterne sted. Ligeledes står det offentlige i praktisk taget alle lande for produktionen af tjenesteydelser som forsvar, retsvæsen mv. Ofte bruges begrebet dog mere snævert om lande, hvor det offentlige også står for produktion af varer, der ellers normalt fremstilles i den private sektor.